# John Ssebaana Kizito
John Ssebaana Kizito (* 1934 im Distrikt Luwero; † 3. Juli 2017 in Kampala) war ein ugandischer Politiker.

## Leben
Er studierte an der Makerere-Universität sowie an der Universität von Oregon Wirtschaftswissenschaften. 1965 bis 1980 arbeitete er als Vorsitzender der National Insurance Corporation (Sozialversicherungsgesellschaft). 1980 bis 1985 war er Parlamentsabgeordneter für Kampala West. Unter Museveni war er 1986 bis 1987 Minister für regionale Kooperation, dann bis 1989 Minister für Kooperativen und Vermarktung und schließlich 1989 bis 1991 Minister für Wohnungsbau und Stadtplanung. Von 1999 bis 2005 war er Bürgermeister der ugandischen Hauptstadt Kampala.
Ssebaana war zudem der Vorsitzende der Democratic Party (DP) und war der Kandidat dieser Partei bei den Präsidentschaftswahlen am 23. Februar 2006, bei denen er aber nur 1,58 Prozent der Stimmen gewinnen konnte.